# Chiesa di San Michele a Torri
La chiesa di San Michele a Torri si trova in località Torri presso Scandicci in provincia di Firenze.
La chiesa è stata danneggiata dall'ultima guerra mondiale, che ne ha disperso parte del patrimonio artistico; il restauro che ne è seguito ha cercato di mantenere la redazione degli inizi del XIX secolo.
La facciata intonacata con unico portale si accorda con la semplicità dell'aula interna, in cui la zona presbiteriale è introdotta da un arco impostato su colonne tuscaniche e coperta a vela. Una grande tela di buon livello del XVII secolo raffigura la Madonna del Rosario tra i Santi Giuseppe, Domenico e Caterina.